# Riksdagen 1561
Riksdagen 1561 ägde rum i Arboga.
Ständerna sammanträdde den 13 april 1561. 
Riksdagen införde på kung Erik XIV initiativ Arboga artiklar, som begränsade hans bröders makt i deras hertigdömen. Inrättandet av en överdomstol, Konungens nämnd, godkändes.
Riksdagen avslutades den 17 april 1561.